# Vic-des-Prés
Vic-des-Prés ist eine französische Gemeinde mit 110 Einwohnern (Stand 1. Januar 2022) im Département Côte-d’Or in der Region Bourgogne-Franche-Comté (vor 2016 Burgund). Sie gehört zum Arrondissement Beaune und zum Kanton Arnay-le-Duc.

## Geografie
Vic-des-Prés liegt etwa 36 Kilometer südwestlich von Dijon. Nachbargemeinden sind Painblanc im Norden, Bligny-sur-Ouche im Osten, Lusigny-sur-Ouche im Südosten, Écutigny im Süden, Bessey-la-Cour im Westen und Auxant im Nordwesten.

## Bevölkerungsentwicklung
| Jahr                       | 1962 | 1968 | 1975 | 1982 | 1990 | 1999 | 2011 | 2019 |
| Einwohner                  | 129  | 104  | 100  | 86   | 86   | 77   | 109  | 116  |
| Quellen: Cassini und INSEE |      |      |      |      |      |      |      |      |

## Sehenswürdigkeiten

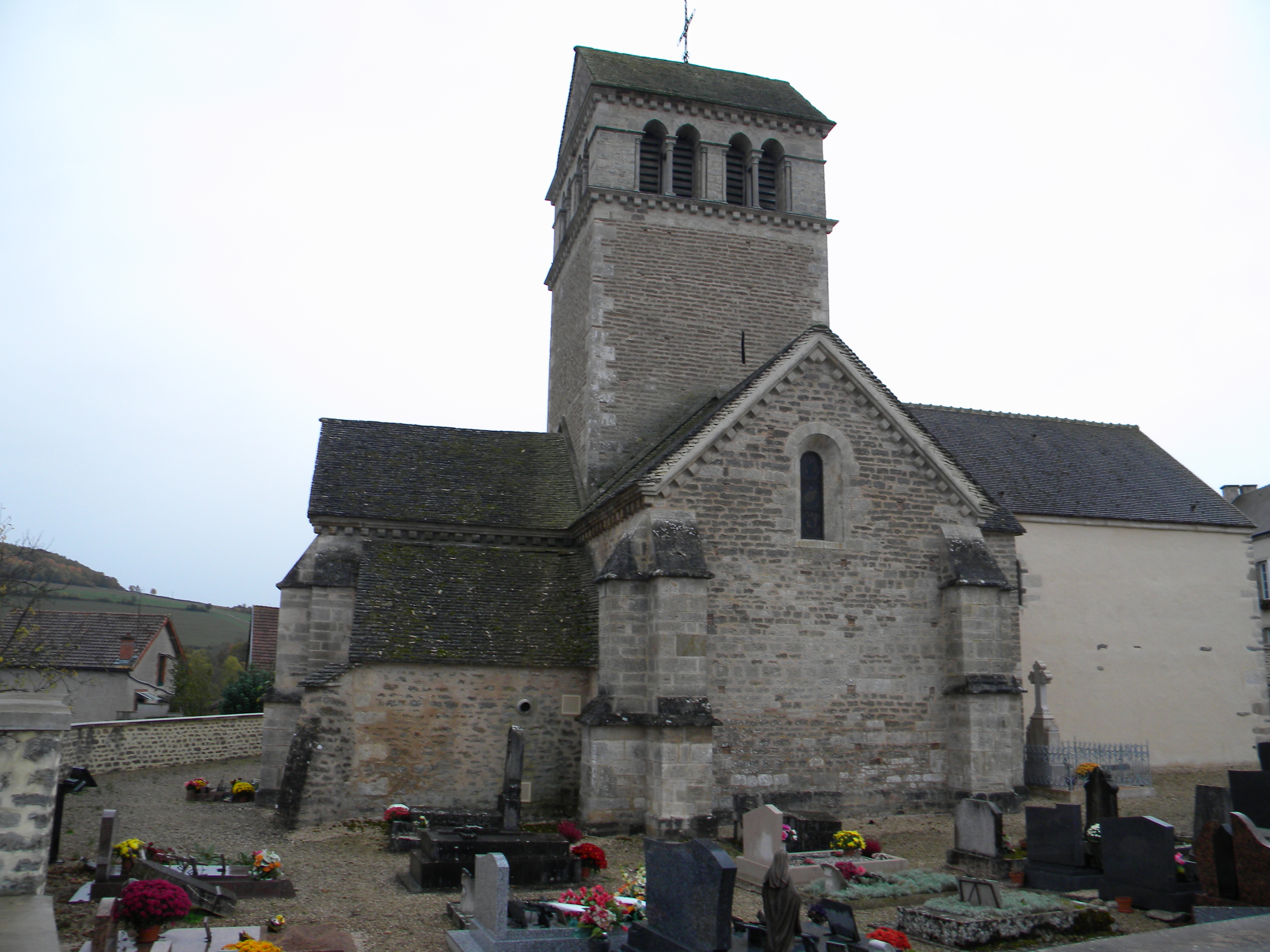
Kirche Saint-Pierre-Saint-Paul

- Kirche Saint-Pierre-Saint-Paul, seit 1910 Monument historique